# Préalpes de Savoie
Pour un article plus général, voir Préalpes (France).
Les Préalpes de Savoie sont un ensemble de massifs de montagnes de France et de Suisse situés dans les Alpes occidentales et faisant partie de l'ensemble plus vaste des Préalpes françaises. Elles s'étirent de la haute vallée du Rhône dans le canton du Valais au nord à la trouée de l'Isère au sud et regroupent les massifs du Chablais, du Giffre, des aiguilles Rouges, des Bornes, des Aravis, des Bauges et de la Chartreuse.